# 孙盛 (三国)
孫盛（?—?），三国時代孙吴将领。222年，曹魏大将曹真、夏侯尚、張郃率军攻打东吴朱然防衛的江陵。孫盛率兵万人赴援，在長江中州築砦作为南郡朱然外援。曹真等包围江陵时，率兵来救，張郃率艦隊攻中州，孫盛大敗退却，中州被张郃奪得。朱然外部連絡断绝。但是，江陵一直没有攻陷。《三国志》魏書文帝紀注引《魏書》说此战吴兵多溺死。